# Miguel Lorenzo Torres
Miguel Lorenzo Torres, né le 25 septembre 1961, est un homme politique espagnol membre du Parti populaire (PP).
Il est élu député de la circonscription de La Corogne lors des élections générales de décembre 2015.

## Biographie

### Profession
Il est titulaire d'une licence en droit. Il est avocat et professeur universitaire.

### Carrière politique
Il a été conseiller municipal.
Le 20 décembre 2015, il est élu député pour La Corogne au Congrès des députés et réélu en 2016.